# Leo Ferdinand Dworschak
Leo Ferdinand Dworschak (6 de abril de 1900 - 5 de noviembre de 1976) fue el cuarto obispo de la Diócesis de Fargo.

## Biografía
Nació en Independence, Wisconsin, en el condado de Trempealeau. Fue ordenado sacerdote el 29 de mayo de 1926. El 22 de junio de 1946, el papa Pío XII nombró a Dworschak obispo coadjutor de la Diócesis de Rapid City, en Ciudad Rápida, Dakota del Sur, y posteriormente fue consagrado obispo el 22 de agosto de 1946. El 10 de abril de 1947, Pío XII nombró a Dworschak obispo auxiliar de la diócesis de Fargo, mientras el Obispo Aloisius Joseph Muench era el visitante apostólico de Alemania. El 23 de febrero de 1960, Juan XXIII nombró a Dworschak cuarto obispo de la Diócesis de Fargo. Dworschak se retiró como Obispo el 8 de septiembre de 1970, y murió e 5 de noviembre de 1976 en la misma ciudad.